# Ara hyacinthe
Anodorhynchus hyacinthinus
Espèce
Statut de conservation UICN

 VU : Vulnérable
Statut CITES
L'Ara hyacinthe (Anodorhynchus hyacinthinus) est une espèce d'oiseaux appartenant à la famille des Psittacidae.

## Description
Le plumage de l'Ara hyacinthe est bleu cobalt, avec une zone nue jaune autour de l'œil et de la mâchoire inférieure du bec ; le bleu est légèrement plus foncé sur les ailes ; le dessous de queue et les ailes sont noirâtres. Son iris est brun foncé, et ses pattes gris foncé. Anodorhynchus hyacinthinus possède une voix très puissante. C'est une espèce robuste une fois bien acclimatée. L'ara hyacinthe possède un bec noirâtre, très puissant voire destructeur (pression du bec : 15 kg/cm2). Un tiers de ses muscles se situent dans la tête. Adulte, il a une envergure de 1,30 m à 1,50 m pour un poids allant de 1,4 à 1,7 kg.
C'est le plus grand de tous les psittacidés, sa taille atteint 1 mètre à l'âge adulte.

## Répartition géographique

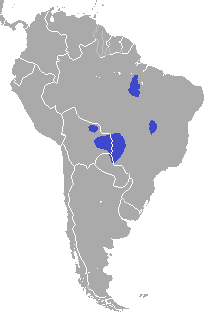

Cet oiseau vit essentiellement au Brésil : Cerrado, Pantanal et régions avoisinantes de la Bolivie et du Paraguay.

## Alimentation
L'Ara hyacinthe se nourrit de noix du Brésil, noix de palme, et autres noix diverses, cacahuètes non décortiquées, fruits frais et verdure.

## Reproduction
La reproduction débute vers fin mai. La ponte compte le plus souvent deux œufs (mais fréquemment un seul est fécondé), rarement un ou trois. L'incubation dure entre 25 et 28 jours. Les jeunes quittent le nid vers 14 semaines.

## Population sauvage, élevage et maintenance
Ce perroquet est relativement rare en élevage et le devient aussi à l'état naturel : en quelques décennies, il est passé de 100 000 à moins de 2 000 et fait l'objet d'un programme de multiplication en captivité. Il vit dans la forêt tropicale et se tient souvent loin des villes. Appelé aussi Grand ara bleu, il est sujet de commerce, de chasse et de braconnage, ce qui a réduit sa population. Plusieurs programmes sont en cours pour tenter de préserver l'espèce et la population des Ara hyacinthes. Il est chassé pour ses plumes qui servent notamment à faire des chapeaux.

## Galerie de photos

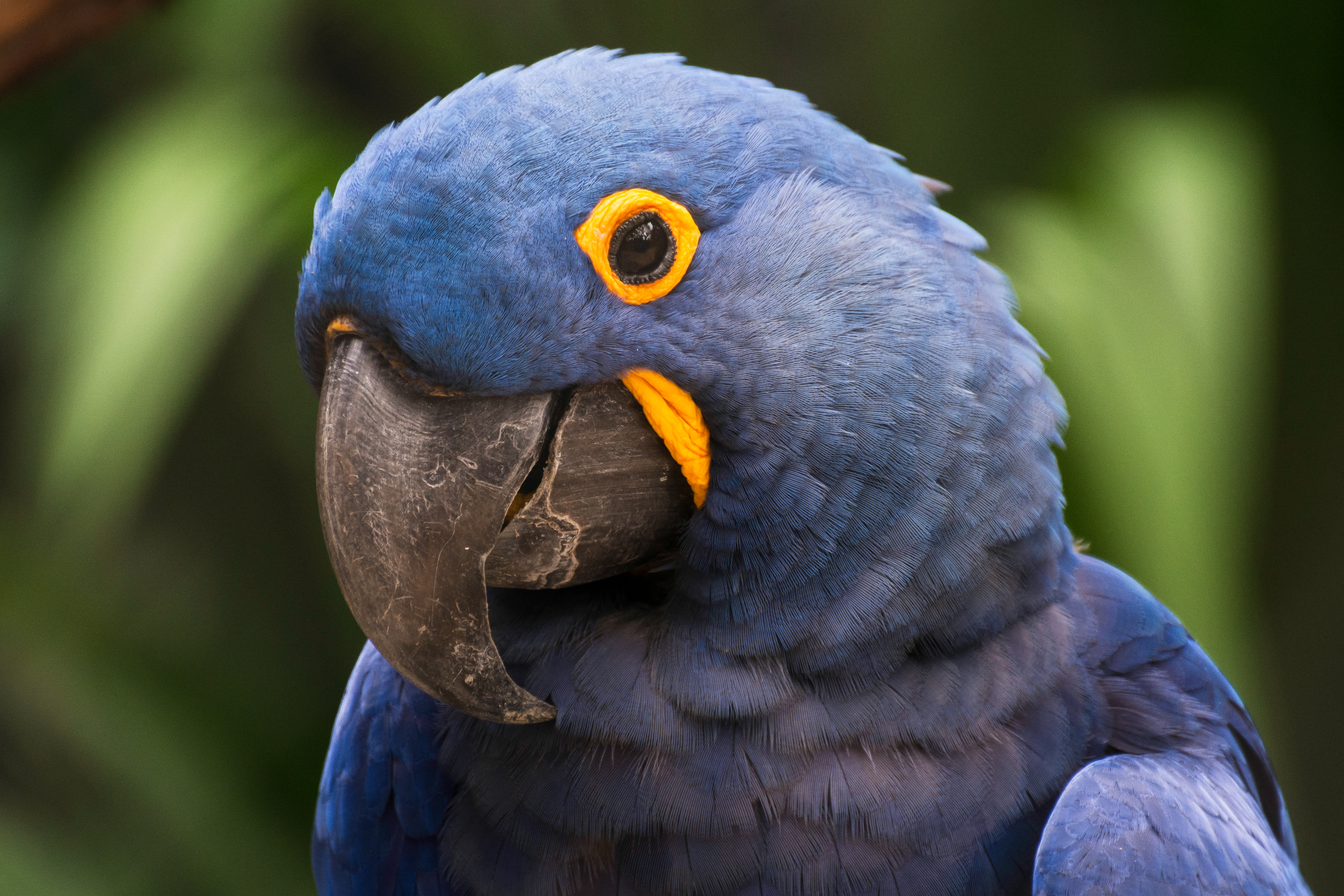
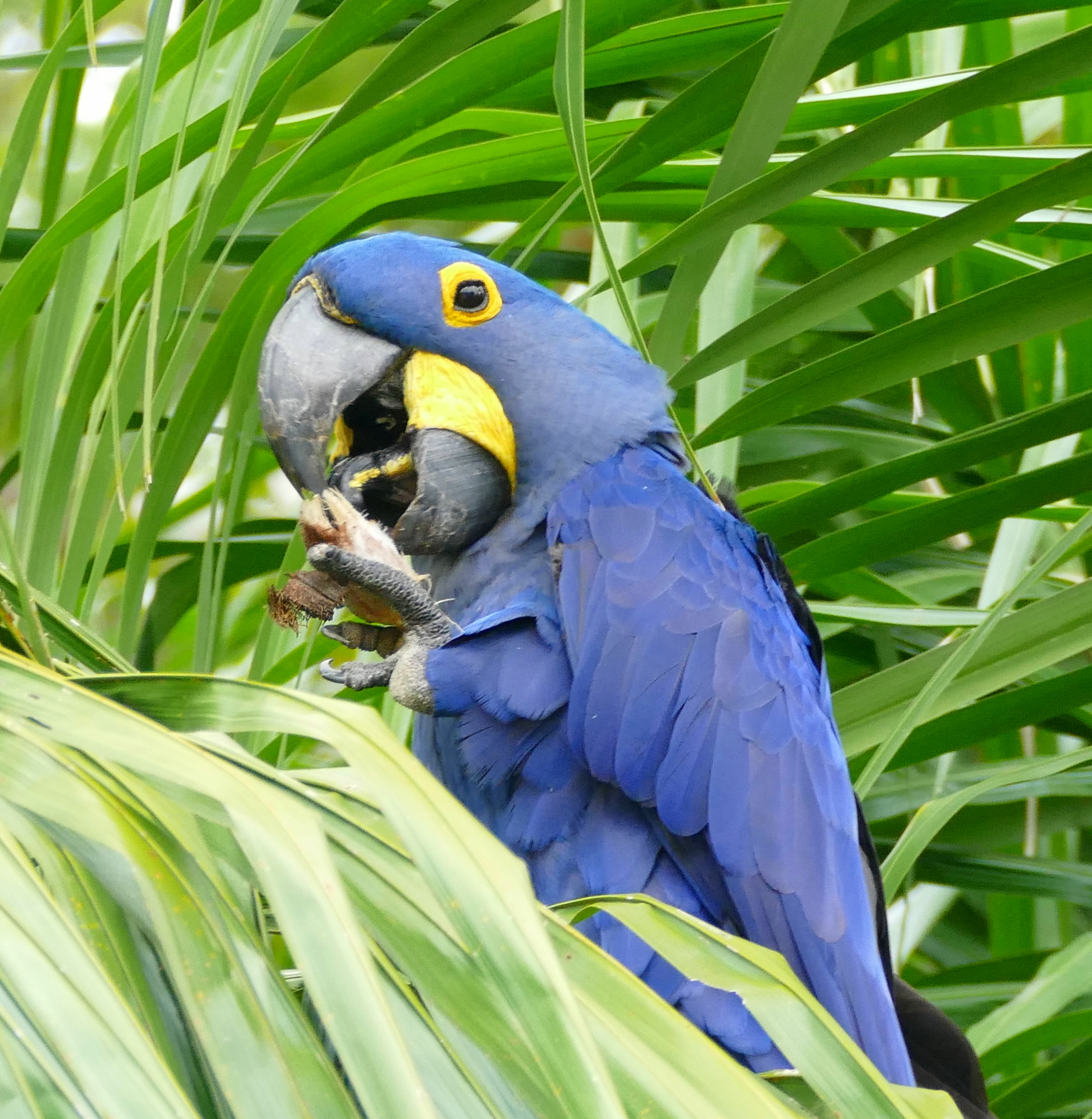
Ara hyacinthe mangeant une noix de palme.
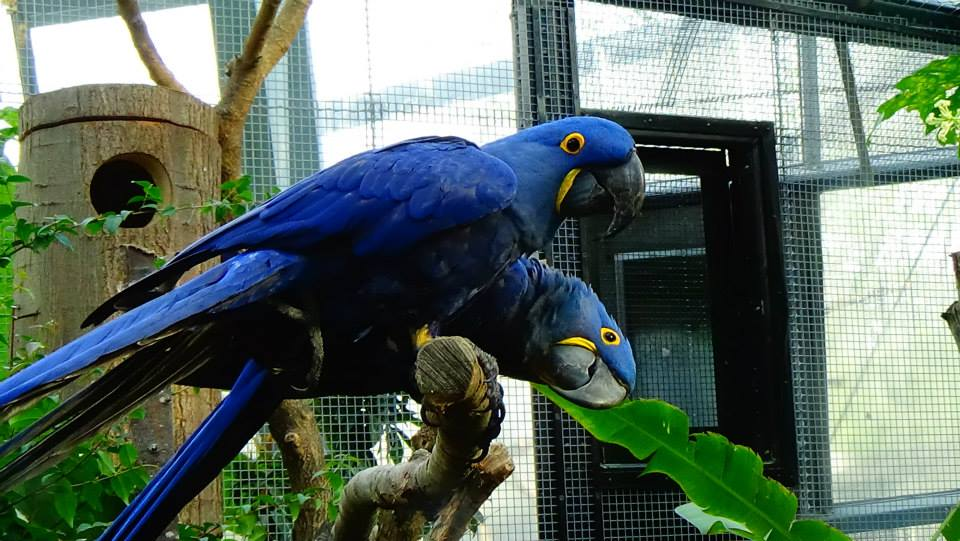
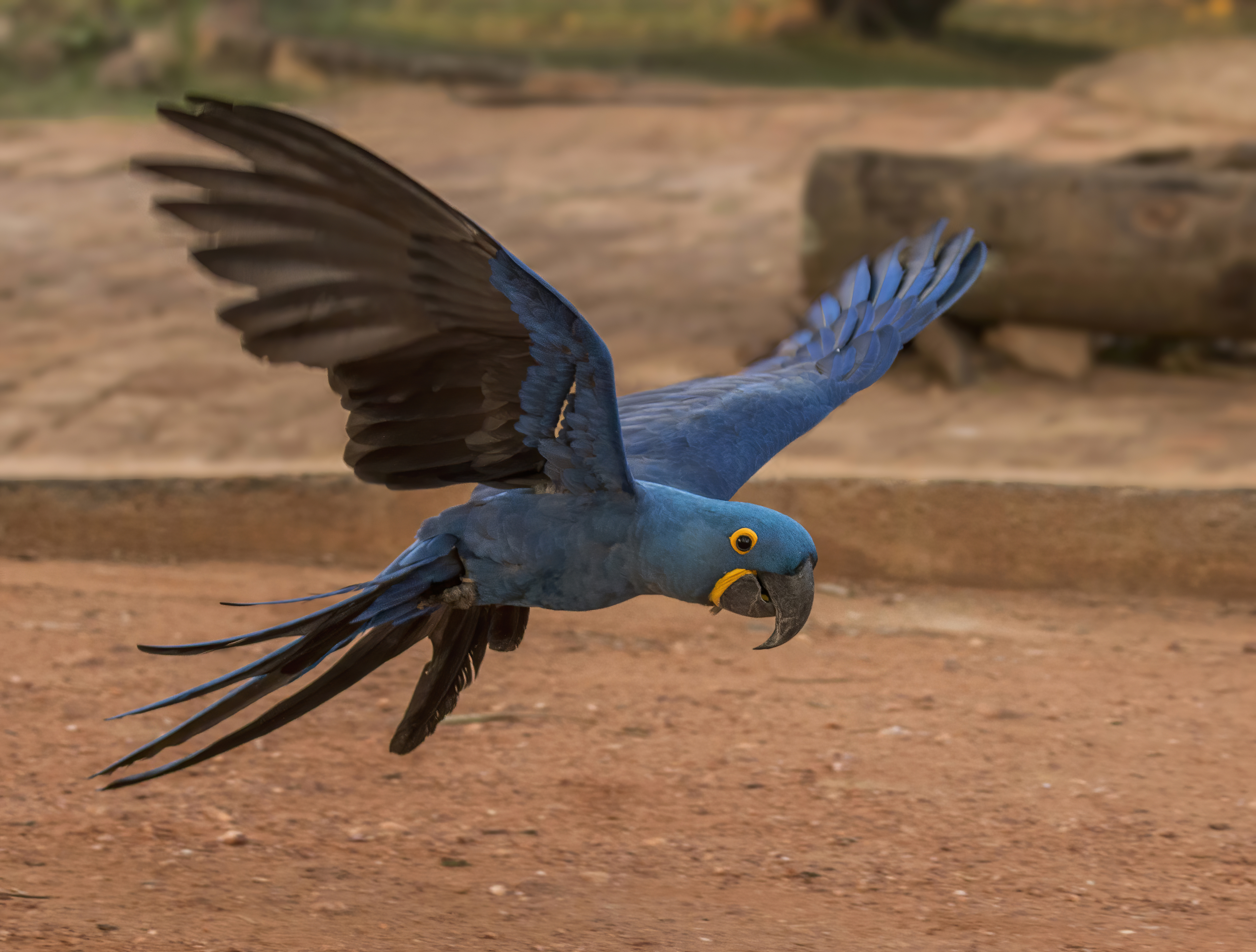
Ara hyacinthe en vol, dans le Pantanal, au Brésil. Septembre 2015.
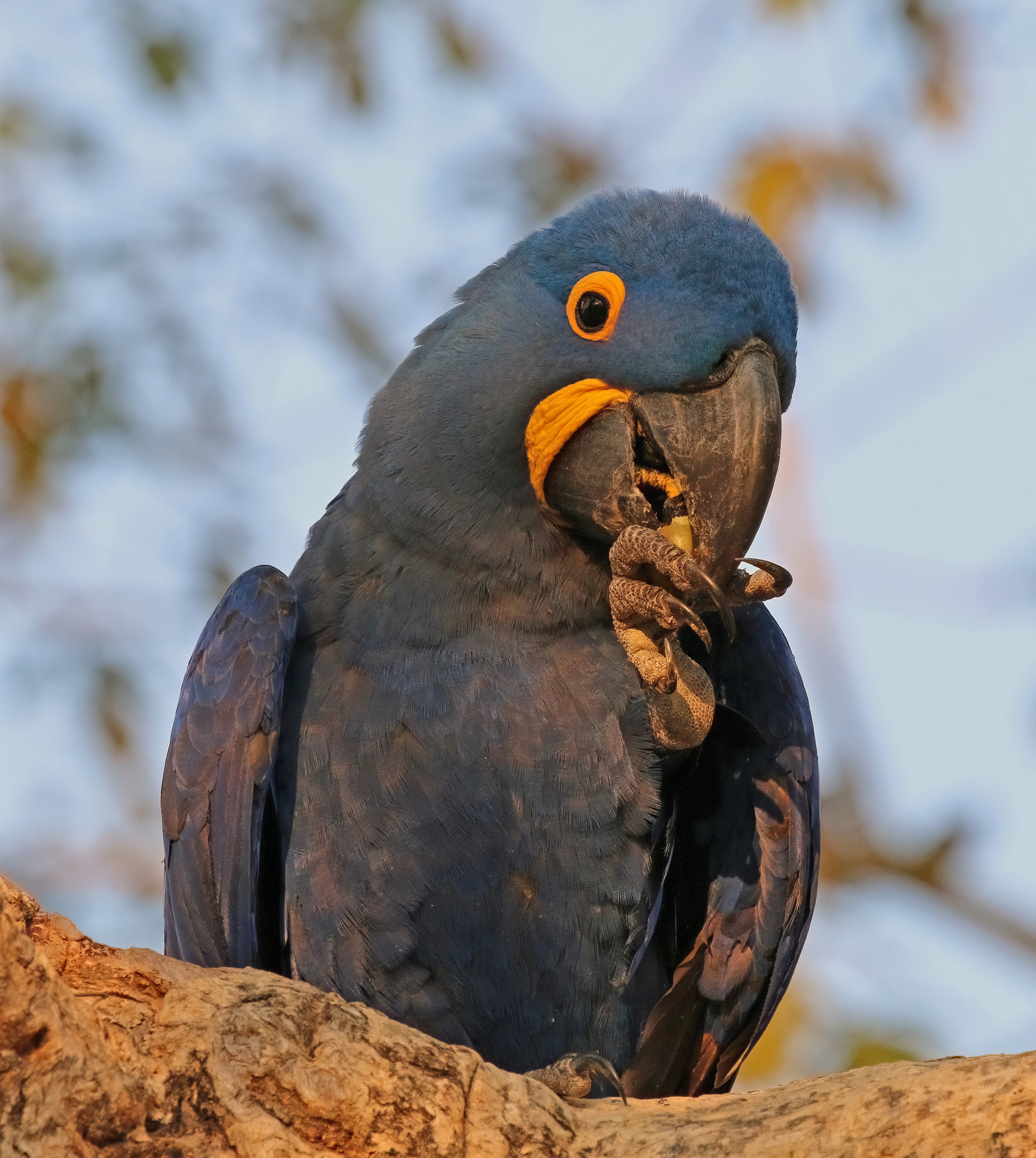
Un Ara hyacinthe au Pantanal, Brésil. Septembre 2015.
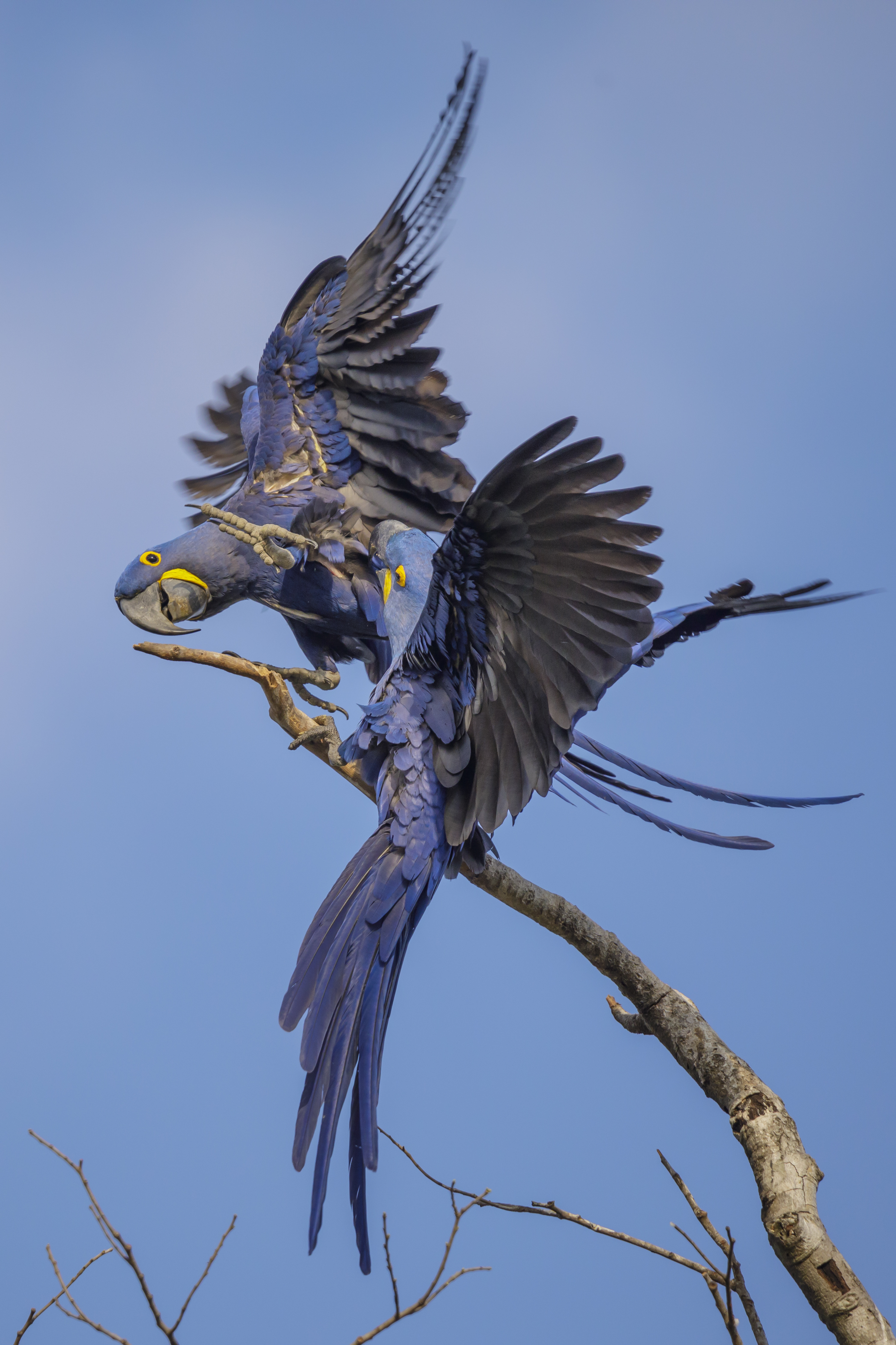
Aras hyacinthe dans le Parque Estadual Encontro das Águas (pt), Brésil. Aout 2022.